# James Braid
James Braid (Fife, 19 de junio de 1795-Manchester, 25 de marzo de 1860), neurocirujano escocés. Logró importantes avances en el campo de la hipnosis, término que él mismo acuñó. 

## Biografía
Nació en Fife y estudió en la Universidad de Edimburgo. Trabajó en Escocia durante un corto periodo de tiempo y después se trasladó a Mánchester, Inglaterra, donde permaneció el resto de su vida.
Braid se empezó a interesar por el mesmerismo en noviembre de 1841, después de asistir a unas demostraciones de Charles Lafontaine. Convencido de que podría descubrir la clave que explicara el fenómeno, Braid puso un gran empeño en estudiarlo.
En 1843 publicó Neurypnology: or the Rationale of Nervous Sleep, su primer y único libro, donde expuso sus ideas al respecto. En él acuñaba los términos hipnosis, hipnotizar e hipnotizador, que todavía hoy siguen en uso. Braid definió la hipnosis como un "sueño nervioso" sustancialmente diferente al sueño corriente. El método más eficiente para inducirlo era fijando la mirada en un objeto brillante en movimiento a pocos centímetros de los ojos. Braid observó que la reacción fisiológica que propiciaba el estado de hipnosis era una sobre-excitación de los músculos del ojo lograda mediante una fuerte concentración de la atención.
Rechazó la idea de Franz Mesmer sobre los fluidos magnéticos como desencadenantes del fenómeno de hipnosis, porque cualquiera podría producírselo a sí mismo siguiendo las reglas que él había desarrollado. En inglés braidism es sinónimo de hipnosis, aunque raramente se usa.